# استسلام (رواية)
استسلام  (بالفرنسية: Soumission)‏ هي رواية كتبت بالفرنسية للروائي الفرنسي المثير للجدل ميشال ويلبك تحكي صعود رئيس عربي لفرنسا عام 2022 اسمه عباس من اصول جزائرية واستيلاء المسلمين على فرنسا بسبب الهجرة.

## إصدار الرواية
صدرت في يناير 2015 مباشرة بعد هجمات شارلي ايبدو وأصبحت أهم حدث أدبي في فرنسا تلك السنة وكانت محل انتقاد من المسلمين وترحيب من اليمين المتطرف الذي رأها تعكس الواقع.

## انتقاد الرواية ومحاكمة الكاتب
قامت الجمعيات الحقوقية والإسلامية بمحاكمة الكاتب واتهمته بالإهانة العنصرية والتحريض على الكراهية الدينية ولكنه ينفي التهمة ويرى أنها تدخل في حرية التعبير.